# Esteve Albert i Corp
Esteve Albert i Corp (Dosrius, 1914 - Andorra la Vieja, 1995) fue poeta y autor teatral andorrano de origen español.

## Biografía
De grandes inquietudes políticas, militó en diferentes organizaciones nacionalistas como Nosaltres Sols! o Estat Català, participando en la proclamación del Estado catalán en octubre de 1934 o llegando a colaborar con Lluís Companys durante la guerra civil española. Antes de la contienda, junto a la actividad política y social que tenía, comenzó a escribir en el Diario de Mataró y conoció a Joaquim Royra. Después de esta continuó su activismo militando en el Front Nacional de Catalunya.
A partir de 1956 se estableció en Andorra, y promovió espectáculos de teatro popular como el Pessebre Vivent d'Engordany o el Retaule de Sant Armengol. Esteve era un hombre de combate para Cataluña; Con estas tres últimas palabras subtitula su libro "Cuatro Locos de Mataró" (1979) en la cual narra su actuación y la de los otros tres (entre 1930-1937).El període de su juventud, esperanzad y trágico en que dicen Desplegue una actividad desaforada y comncé a llevar a cabo el ritmo del trabajo excesivo que ha caracterizado en mi insoportable manera de vivir.
Es autor del ensayo histórico-patriótico Destí i missió de Catalunya i Occitània (Destino y misión de Cataluña y Occitania). En 1990 recibió la Creu de Sant Jordi de la Generalidad de Cataluña.